# 色木槭
色木槭（学名：Acer pictum subsp. mono）是无患子科槭属的植物。分布于俄罗斯、日本、朝鲜、蒙古以及中国大陆的长江流域、华北、东北等地，生长于海拔800米至1,500米的地区，常生于山坡以及山谷疏林中，目前已由人工引种栽培。

## 别名
水色树（中国树木分类学）、地锦槭（中国高等植物图鉴）、五角枫（华北经济植物志要）、五角槭（江苏南部种子植物手册）

## 形态特征
落叶乔木，高10～20米，胸径可达1米。树皮暗灰色或褐灰色，纵裂，小枝灰色，嫩枝灰黄色或浅棕色，初有疏毛，后脱落。单叶，宽长圆形，常掌状5裂，有时3裂或7裂，长3.5～9厘米，宽4～12厘米，裂片宽三角形，先端尾尖或长渐尖，全缘或微有裂，叶基部心形或稍截形，叶上面暗绿色，无毛，下面淡绿色，除脉腋间有黄色簇毛外均无毛：叶柄较细，长2～11厘米。花较小，常组成顶生的伞房花序：萼片淡黄绿色，长椭圆形或长卵形，花瓣黄白色，宽倒披针形；雄蕊8，插生于花盘的内缘；子房平滑无毛，柱头2裂，反卷。翅果长约2.5厘米，宽约0.8厘米，果体扁平或微凸，翅比果体长1～2倍，近椭圆形，两翅开张成锐角或近钝角。 花期4～5月，果熟期8～9月。

## 产地分布
国内分布于东北、华北及长江流域各省。

## 观赏应用
木材质坚致密，为优良的家具、车辆、胶合板及细木工用材：树液可制糖，树形优美,枝叶浓密,入秋后,颜色渐变红,红绿相映,甚为美观,是优良的园林绿化树种。

## 同物异名
下表列出本種的同物異名：
- Acer cappadocicum subsp. mono (Maxim.) A.E.Murray
- Acer latilobum (Koidz.) Koidz.
- Acer mono Maxim.
- Acer mono subsp. glabrum (H.Lév. & Vaniot) T.Z.Hsu
- Acer mono f. horizontale (Nakai) M.Kim
- Acer mono subsp. incurvatum (W.P.Fang & P.L.Chiu) T.Z.Hsu
- Acer mono var. incurvatum W.P.Fang & P.L.Chiu
- Acer mono var. macropterum W.P.Fang
- Acer mono var. minshanicum W.P.Fang
- Acer mono var. quelpaertense W.P.Fang
- Acer okamotoanum Nakai
- Acer pictum subsp. incurvatum (W.P.Fang & P.L.Chiu) H.Ohashi
- Acer pictum subsp. macropterum (W.P.Fang) H.Ohashi
- Acer pictum subsp. minshanicum (W.P.Fang) H.Ohashi
- Acer pictum subsp. okamotoanum (Nakai) H.Ohashi
- Acer pictum f. puberulum (K.Ogata) H.Ohashi
- Acer pictum f. pulvigerum (K.Ogata) H.Ohashi
- Acer truncatum subsp. mono (Maxim.) A.E.Murray
- Acer truncatum subsp. quelpaertense (W.P.Fang) A.E.Murray